# Brassica balearica
Brassica balearica är en korsblommig växtart som beskrevs av Christiaan Hendrik Persoon. Brassica balearica ingår i släktet kålsläktet, och familjen korsblommiga växter. IUCN kategoriserar arten globalt som livskraftig. Inga underarter finns listade i Catalogue of Life.